# Cordulia aenea
Cordulia aenea là loài chuồn chuồn trong họ Corduliidae. Loài này được Linnaeus mô tả khoa học đầu tiên năm 1758.

## Hình ảnh

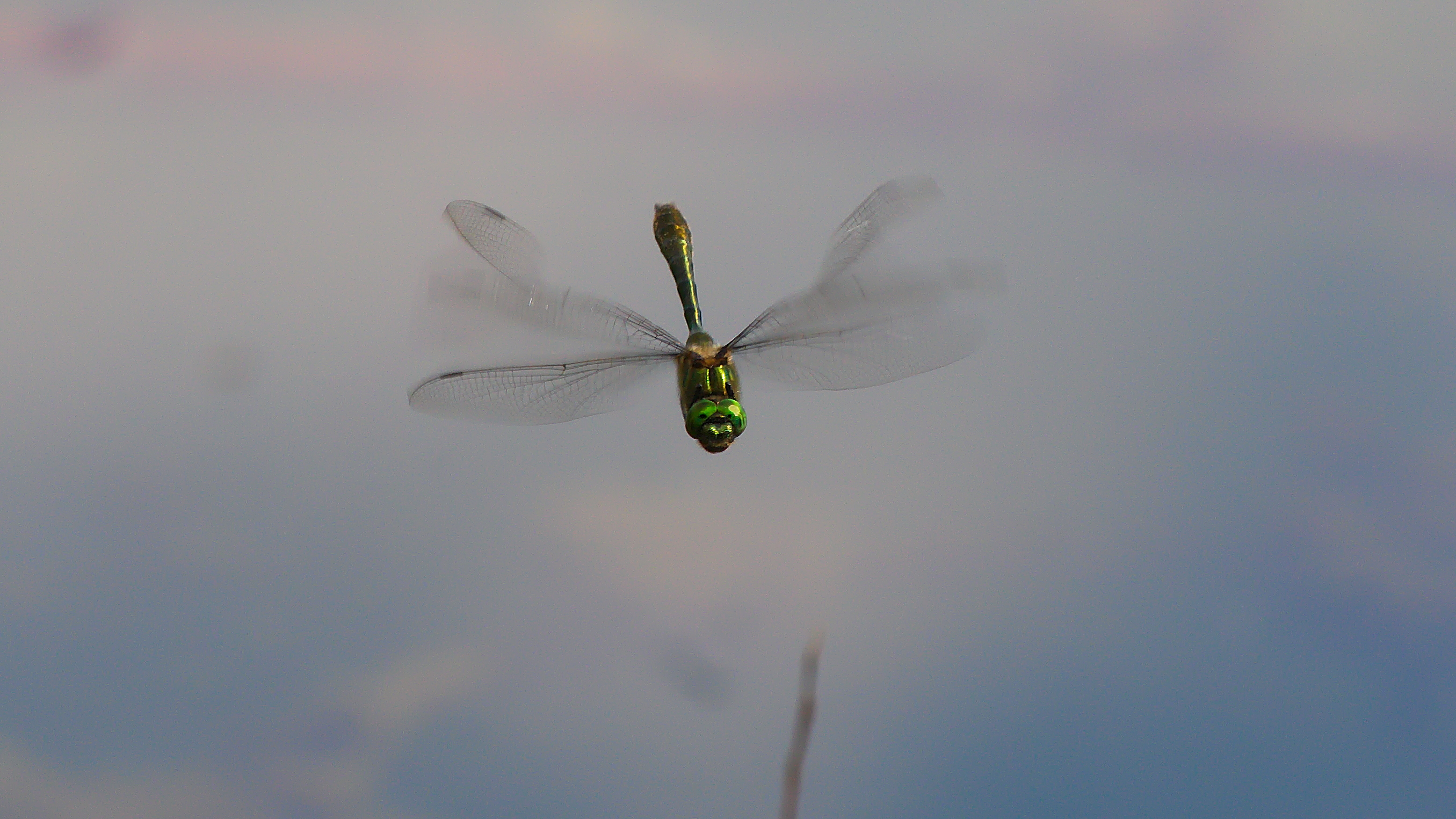
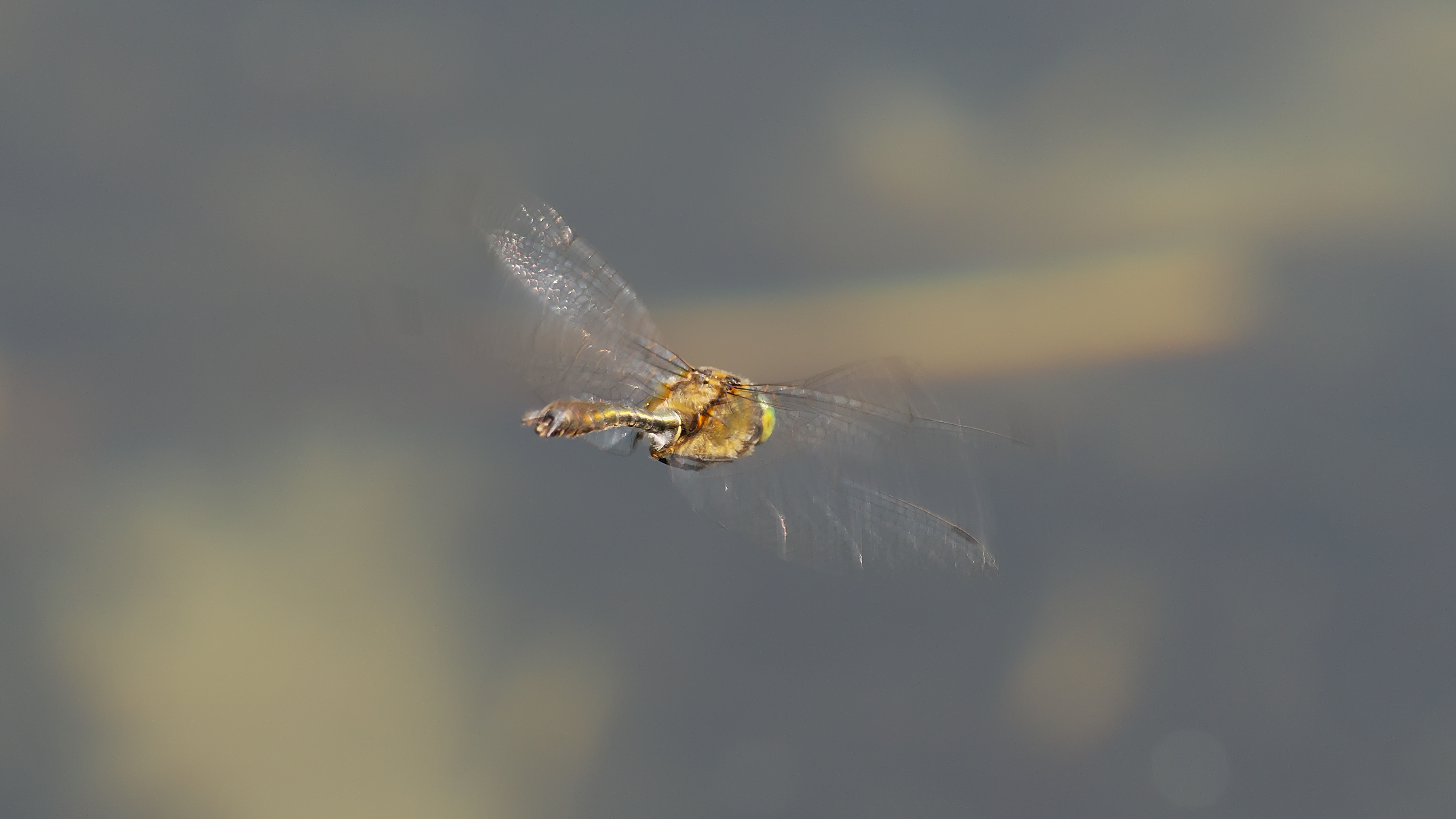
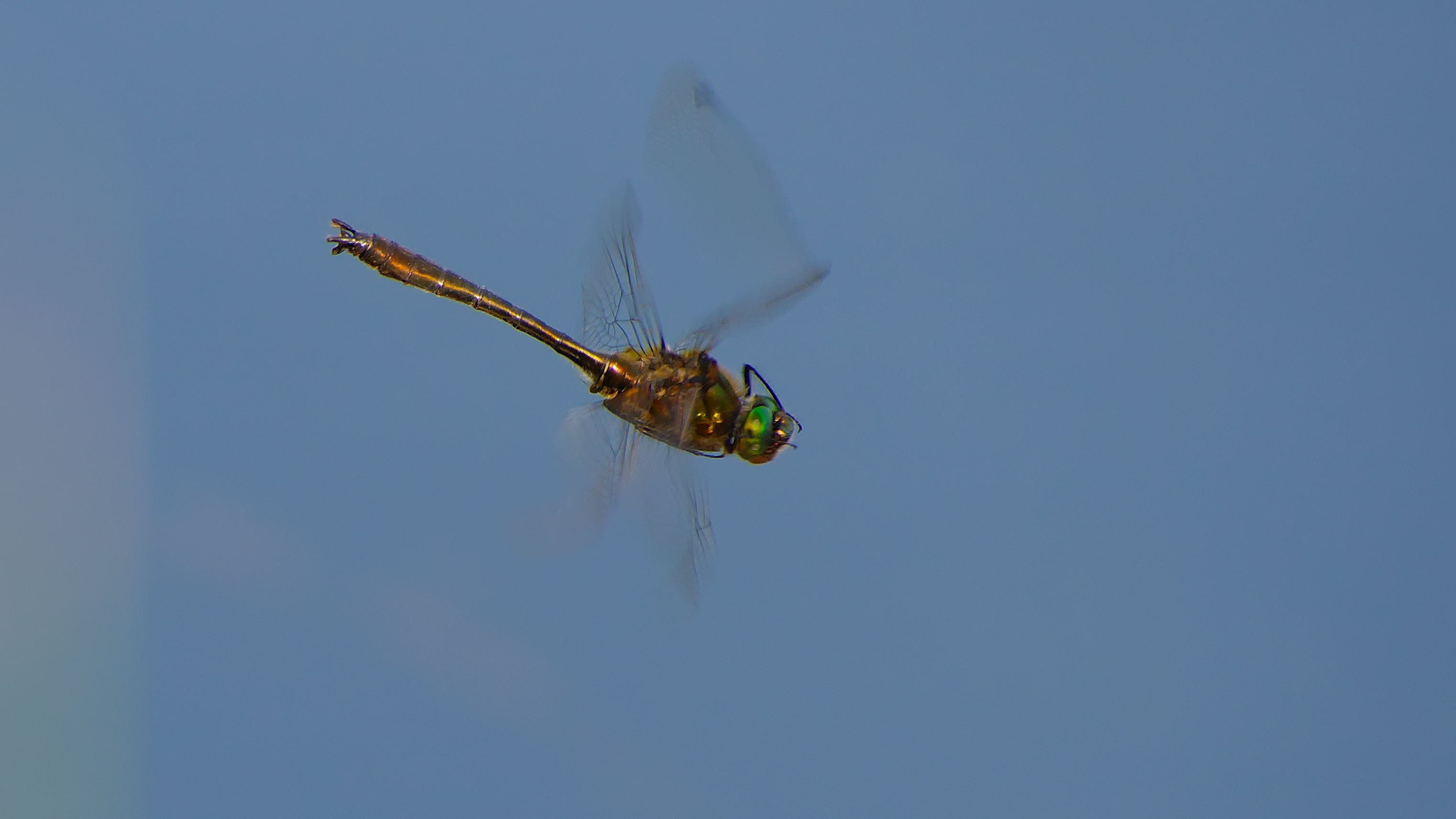
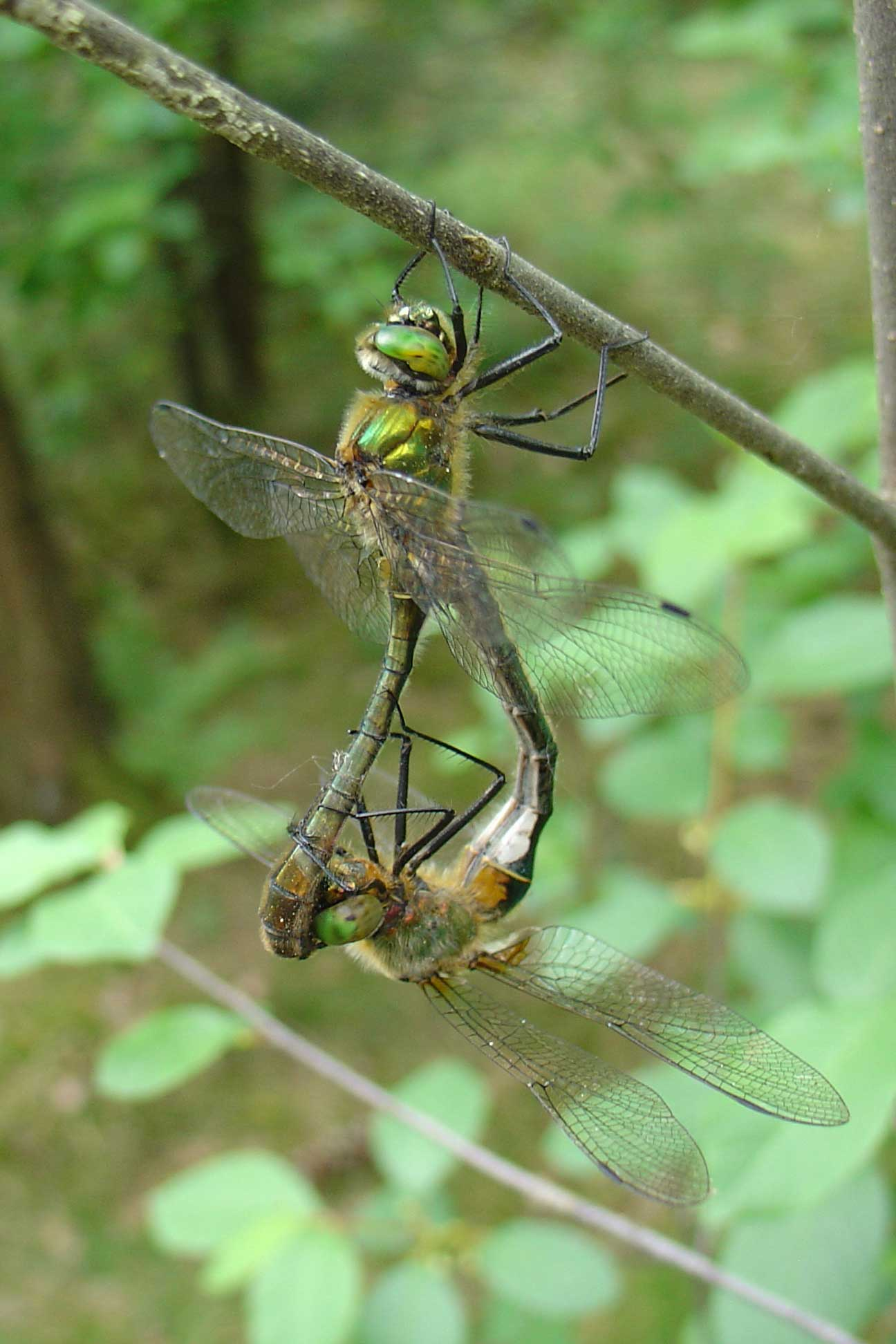
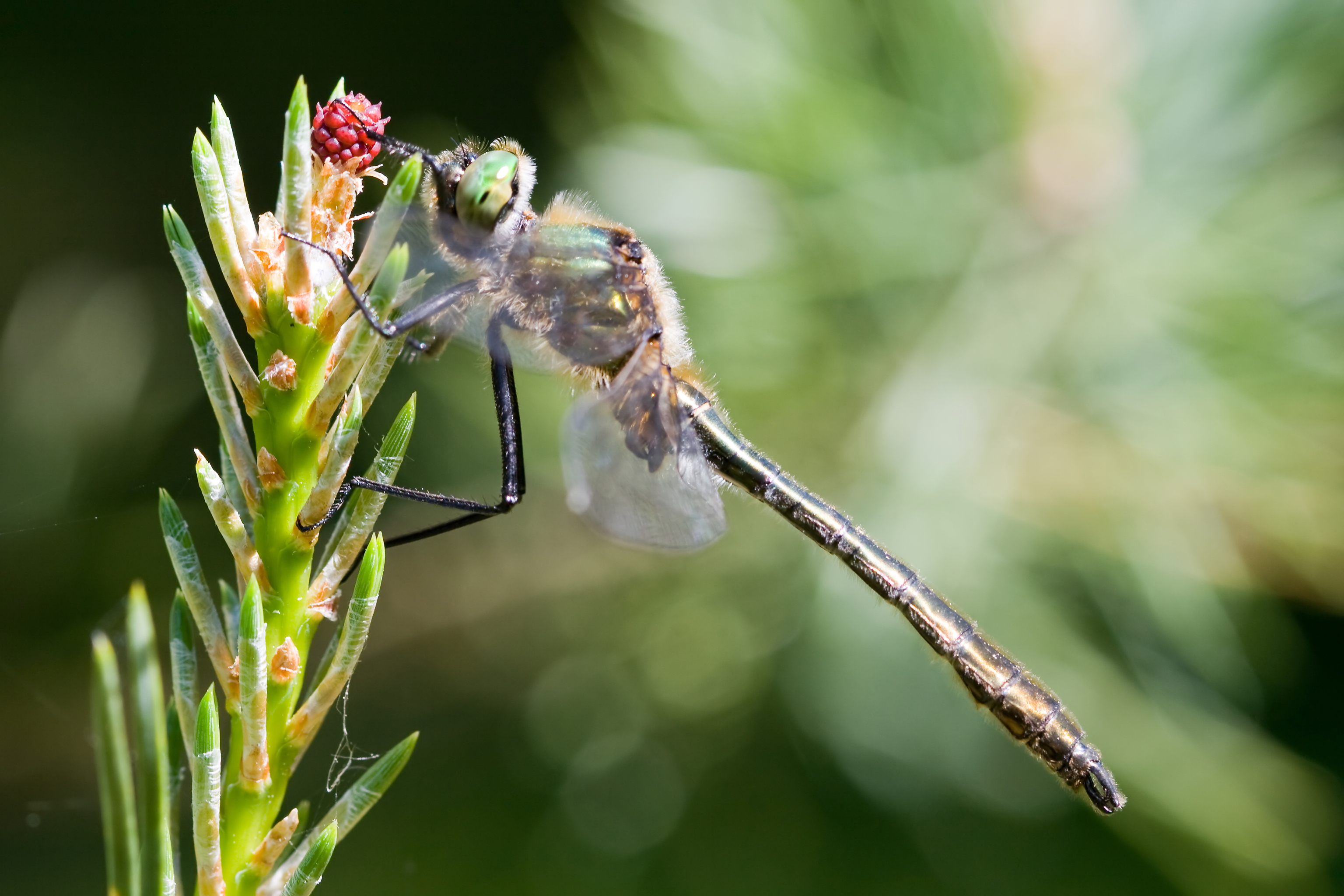